# Compagnie britannique impériale d'Afrique de l'Est

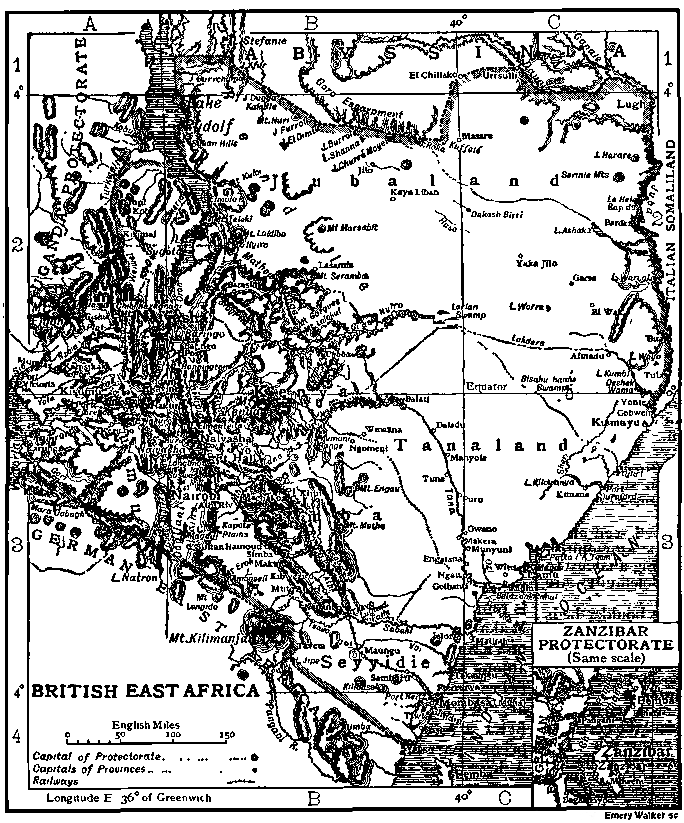
Carte de l'Afrique de l'Est britannique.

La Compagnie britannique impériale d'Afrique de l'Est ((en) Imperial British East Africa Company, IBEAC) était la compagnie qui administrait l'Afrique orientale britannique qui fut le précurseur du Protectorat du Kenya et du Protectorat de l'Ouganda. Cette région devint plus tard le Kenya. C'était une association commerciale fondée pour développer le commerce africain dans les zones contrôlées par la puissance coloniale britannique. Créée après la conférence de Berlin de 1885, elle a été dirigée par William Mackinnon qui a conçu son entreprise sur les activités commerciales dans la région, avec l'encouragement du gouvernement britannique. Mombasa et son port étaient au centre des activités, avec un bureau administratif à 80 km au sud de Shimoni. La société a été créée à Londres le 18 avril 1888, et s'est vu accorder une charte royale par la reine Victoria le 6 septembre 1888.
La compagnie britannique impériale d'Afrique de l'Est administrait une zone d'environ 639 209 km2 située le long de la côte orientale de l'Afrique, en partie les actuels territoires du Kenya et de l'Ouganda. L'administration de l'Afrique orientale britannique a été transféré au Foreign and Commonwealth Office le 1er juillet 1895, et l'IBEAC a été mise en faillite l'année suivante.

## Sources
- (en) Cet article est partiellement ou en totalité issu de l’article de Wikipédia en anglais intitulé « Imperial British East Africa Company » (voir la liste des auteurs).